# Evanghelia după Matei (film)
Evanghelia după Matei (titlu original: Il vangelo secondo Matteo) este un film italian din 1964 regizat de Pier Paolo Pasolini. Rolurile principale au fost interpretate de actorii Enrique Irazoqui, Margherita Caruso, Marcello Morante și Mario Socrate.
Este o interpretare cinematografică a vieții lui Iisus (interpretat de actorul neprofesionist Enrique Irazoqui) conform Evangheliei după Matei, de la Naștere prin Înviere.

## Distribuție
- Enrique Irazoqui - Isus din Nazaret (dublat de Enrico Maria Salerno)
- Margherita Caruso - Maria
  - Susanna Pasolini - Maria în vârstă
- Marcello Morante - Iosif  (dublat de Gianni Bonagura)
- Mario Socrate - Ioan Botezătorul (dublat de Pino Locchi)
- Settimio Di Porto - Petru
- Alfonso Gatto - Andrei
- Luigi Barbini - Iacob cel Mare
- Giacomo Morante - Ioan
- Giorgio Agamben - Filip
- Guido Cerretani - Bartolomeu
- Rosario Migale - Toma
- Ferruccio Nuzzo - Matei
- Marcello Galdini - Iacob cel Tânăr
- Elio Spaziani - Tadeul
- Enzo Siciliano - Simon
- Otello Sestili - Iuda Iscarioteanul
- Rodolfo Wilcock - Caiafa
- Alessandro Tasca - Pilat din Pont
- Amerigo Bevilacqua - Irod cel Mare
- Francesco Leonetti - Irod Antipa
- Franca Cupane - Irodiada
- Paola Tedesco - Salomeea
- Rossana Di Rocco - Înger
- Renato Terra - omul posedat
- Eliseo Boschi - Iosif din Arimateea
- Natalia Ginzburg - Maria din Betania
- Ninetto Davoli - un păstor